# Batalion „Donbas”
Batalion „Donbas” (ukr. Батальйон „Донбас”) – jeden ze Specjalnych Pododdziałów Ochrony Porządku Publicznego na Ukrainie, samodzielnych batalionów ochotniczych, utworzonych w roku 2014 w związku z nasilaniem się na Ukrainie separatyzmu prorosyjskiego.
Założycielem i dowódcą batalionu jest kapitan rezerwy ukraińskiej marynarki wojennej Semen Semenczenko, Rosjanin urodzony i przed wybuchem konfliktu na Ukrainie zamieszkały w Doniecku.

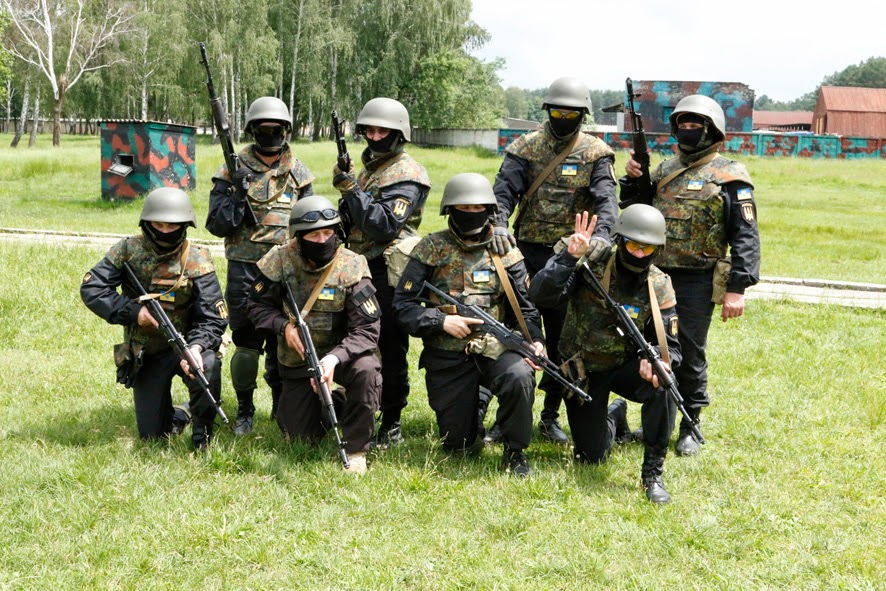
Funkcjonariusze Batalionu „Donbas” na ćwiczeniach w pobliżu Kijowa